# Флеминг, Питер
Питер Блэр Флеминг (англ. Peter Blair Fleming, род. 21 января 1955 года, Чатем, Нью-Джерси, США) — американский профессиональный теннисист, семикратный победитель турниров Большого шлема в парном разряде, бывшая первая ракетка мира в парном разряде.

## Достижения
Профессионал с 1975 года. Выиграл 3 турнира в одиночном и 59 турниров в парном разряде.
Лучшие результаты в турнирах «Большого шлема»:
- Чемпион Уимблдона (1979, 1981, 1983, 1984) в парном разряде.
- Чемпион Открытого чемпионата США (1979, 1981, 1983) в парном разряде.

Семикратный победитель турнира Мастерс 1978—1984. Победитель параллельного итогового турнира WCT (1979). Трёхкратный обладатель Кубка Дэвиса (1979 и 1981, 1982) в составе сборной США.
Большинство побед в парном разряде, включая все победы в турнирах «Большого шлема» и Мастерс одержал в паре с Джоном Макинроем.
В одиночном разряде входил в десятку лучших теннисистов, достигнув высшего, 8-го места в рейтинге в 1980 году.
Завершил профессиональную карьеру в 1987 году.
После завершения карьеры работает теннисным комментатором на каналах Sky News, BBC и Евроспорт.

## Выступления на командных турнирах

### Финалы командных турниров (3)

#### Победы (2)
| №  | Год  | Турнир       | Команда                                | Соперник в финале               | Счёт |
| 1. | 1981 | Кубок Дэвиса | США Р. Таннер, Д. Макинрой, П. Флеминг | Аргентина Г. Вилас, Х. Л. Клерк | 3-1  |
| 2. | 1982 | Кубок Дэвиса | США Д. Майер, Д. Макинрой, П. Флеминг  | Франция А. Леконт, Я. Ноа       | 4-1  |

#### Поражения (1)
| №  | Год  | Турнир       | Команда                                            | Соперник в финале                                     | Счёт |
| 1. | 1984 | Кубок Дэвиса | США Д. Коннорс, Д. Макинрой, П. Флеминг, Дж. Ариас | Швеция М. Виландер, Х. Сундстрём, С. Эдберг, А. Яррид | 1-4  |